# جنت ۲
جنت ۲ (به هندی: Jannat 2) فیلمی است محصول سال ۲۰۱۲ و به کارگردانی کونال دشموخ است. در این فیلم بازیگرانی همچون عمران هاشمی، ایشا گوپتا، راندیپ هودا، محمد زیشان ایوب ایفای نقش کرده‌اند.
این فیلم دنباله فیلم جنت است.